# Leopold von Sacher-Masoch
Treść tego artykułu może nie być zgodna z zasadami neutralnego punktu widzenia,
ponieważ szczególnie sekcję Czarna caryca, zbyt daleko idące uogólnienia.
Dokładniejsze informacje o tym, co należy poprawić, być może znajdują się w dyskusji tego artykułu.
 Po wyeliminowaniu niedoskonałości należy usunąć szablon [[Szablon:Dopracować|]] z tego artykułu.
Leopold Ritter von Sacher-Masoch, ps. Charlotte Arand i Zoe von Rodenbach (ur. 27 stycznia 1836 we Lwowie, zm. 9 marca 1895 w Lindheim) – austriacki pisarz, nowelista i dramaturg epoki romantyzmu. Prekursor modernizmu, porównywany nieraz do Iwana Turgieniewa. Od jego nazwiska pochodzi termin na określenie zaburzenia seksualnego – masochizm.
Sacher-Masoch wsławił się literackim opisem eksperymentu, który zawarł w grudniu 1869 z baronówną Fanny von Pistor, na mocy którego przez sześć miesięcy miał być jej niewolnikiem. Wydana rok później książka o charakterze na pół autobiograficznym, opisująca ten eksperyment, Wenus w futrze, okazała się z miejsca światowym przebojem.

## Życie

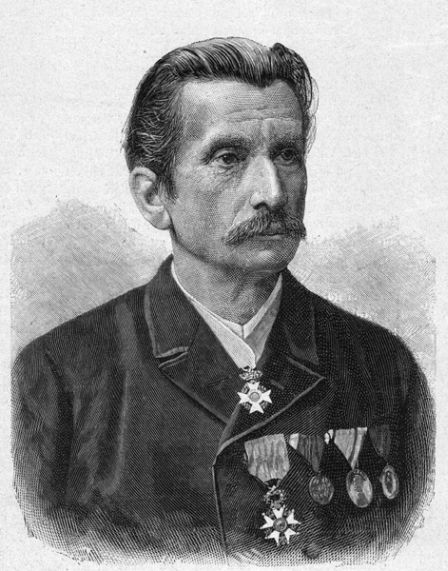
Leopold von Sacher-Masoch przed 1895

Jego nazwisko brzmiało pierwotnie „Sacher”, jednak po śmierci jedynego wuja w 1838 roku, dziadek chłopca poprosił rodziców o zmianę jego nazwiska na „Sacher-Masoch”, by nie zanikło nazwisko Masoch. Był najstarszym synem dyrektora policji we Lwowie Leopolda i Karoliny Masoch (1802-1870) oraz wujem Artura Wolfganga von Sacher-Masoch. Klimat galicyjskiego środowiska ze specyficznym, dużym udziałem żydowskiej społeczności ukształtował na trwałe jego poczucie estetyki.
W 1848 przeniósł się do Pragi. Studiował prawo, matematykę i historię w Pradze i w Grazu (Austria), gdzie nauczył się używać języka niemieckiego. Od 1860 był profesorem historii na Uniwersytecie Lwowskim, potem utrzymywał się jedynie z pracy pisarskiej. W 1873 zawarł małżeństwo z Aurorą A. von Rümlein, która pod pseudonimem Wanda von Dunajew również pisała. Oprócz działalności literackiej był także społecznikiem z reformatorskimi ambicjami i zainicjował krótko przed śmiercią Towarzystwo Kształcenia Ludowego Górnej Hesji (Oberhessisches Verein für Volksbildung).

## Twórczość

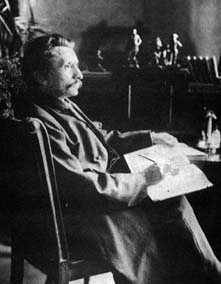
Leopold von Sacher-Masoch w czasie pracy twórczej

W swych utworach wielokrotnie odwoływał się do perwersyjnych aspektów erotyki, poruszał kwestię seksualności kobiet. Treści te trafiały w potrzeby czytelników epoki Zygmunta Freuda, pasowały do ówczesnego ducha czasu i szybko zyskiwały rozgłos. Znaleźć je można w powieści Rozwiedziona kobieta (2 tomy, 1870), opowiadaniu Wenus w futrze (1890) i nowelach z serii Historie z rosyjskiego dworu (1873/1874): Judith i pasza, Niewolnik Tatarów, „Czarna caryca”, Pojedynek dam, Zdobywczyni dusz, Kto umknie Katarzynie?, Wąż w raju, Człowiek bez przesądów.
Sacher-Masoch był literatem płodnym i wszechstronnym. Opisywał plastycznie świat Kresów Wschodnich, społeczno-kulturalną rzeczywistość wielonarodowego kraju, który dawno odszedł w zapomnienie, w cień historii lub już na zawsze całkiem zniknął. Pisał m.in. realistyczne powieści o swojej galicyjskiej ojczyźnie (Testament Kaina, Graf Donski 1864, Donżuan z Kołomyi 1866, Opowieść galicyjska 1875, Nowy Hiob 1878, Opowiadania młodzieńcze 1878-1881, Polskie historie z getta 1886), w których jednak czytelnicy odnajdowali silne panslawistyczne i filosemickie przekonania autora, co było powodem ostrych kontrowersji i druzgocących reakcji krytyki. Skandalizujące obyczajowo teksty, jak np. Wiedeńskie mesaliny (1873), jego zbyt dumne reakcje na krytyczne recenzje, jego pozycja Austriaka w pruskich Niemczech, jego prosemickie sympatie i sukcesy we Francji po roku 1870/71 – wszystko to wydało go na pastwę i krzyżowy ogień złośliwych ataków, co z pewnością do dzisiaj wpływa jeszcze na recepcję jego twórczości w Niemczech i w Europie w ogóle. Obiektywnym sądom nad jego twórczością stoi też na przeszkodzie trudna do ogarnięcia masa najprzeróżniejszych publikacji – Masoch już za życia wydał ponad sto nowel, powieści, sztuk teatralnych, historycznych refleksji i założył (bez sukcesu) różne czasopisma; m.in. „Die Gartenlaube”, „Monatshefte für Theater und Kritik”, „Schwarze Punkte” i „Belletristische Blätter”.

### Wenus w futrze

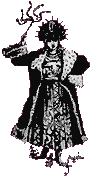
„Wenus w futrze” – rysunek pochodzący z papeterii Leopolda von Sacher-Masocha

Nowelę Wenus w futrze jako pierwsze wydrukowało czasopismo „Die Liebe”, przez co proza Sacher-Masocha natychmiast stała się obiektem szerokiej dyskusji o patologiach seksualnych w kręgu psychologów i psychiatrów. Stało się to także przyczyną wykorzystania jego nazwiska do ukucia pojęcia masochizm, użytego po raz pierwszy w pracy „Psychopathia sexualis” przez Richarda von Krafft-Ebinga. Słowo to weszło do ogólnego obiegu leksyki na całym świecie i stanowi określenie na postawę polegającą na osiąganiu spełnienia seksualnego podczas poniżania, doznawania cierpienia psychicznego i fizycznego zadawanego przez partnera.
Sacher-Masoch zainspirował tym dziełem również innych twórców. Na wydanej w marcu 1967 płycie zespołu ‘The Velvet Underground And Nico’, jeden z utworów nosi tytuł „Venus in Furs”. Gitarzysta grupy Velvet Underground Sterling Morrison powiedział w wywiadzie zamieszczonym w książce Victora Brockrisa i Gerarda Malangi pt. „Up-tight. The Velvet Underground Story” (Omnibus Press, New York, s. 74): „Wenus w futrze jest piękną piosenką. Uważam, że dzięki niej znaleźliśmy się najbliżej tego, czym moglibyśmy być [jako zespół].” (w oryginale: „Venus in Furs” is a beautiful song. It was the closest we ever came in my mind to being exactly what I thought we could be.”).
W 1986 włoski rysownik Guido Crepax przeniósł Wenus w futrze do świata komiksu. Adaptacja ta ukazała się po raz pierwszy nakładem wydawnictwa Olympia Press w Mediolanie. Wenus w futrze doczekała się także adaptacji filmowych, m.in. w realizacjach reżyserów: Joela Schlemowitza, Maartje Seyferth i Victora Nieuwenhuijsa oraz Lou Campy.

### Czarna caryca
Czarna caryca jest jedną z bardziej znanych i częściej przytaczanych nowel autora. Reprezentuje ona gatunek prozy przygodowo-psychologiczno-erotycznej. Głównym wątkiem historii jest związek Piotra III (a właściwie Karla Petera Ulricha księcia Holstein-Gottorp), ożenionego z księżną Zofią Augustą Anhalt Zerbst, późniejszą cesarzową Rosji Katarzyną oraz młodej niewolnicy – Nardy, pojmanej wraz z jeńcami w wojnie na Rusi Halickiej. Piotr III znany był z równego Katarzynie upodobania do rozkoszy cielesnych. Masoch – z obawy przed cenzurą polityczną – zamienił w swym opowiadaniu Piotra na wyimaginowanego cara Władysława.
Utwór opisuje związek Piotra i Nardy, która na początku ignorowała go, nie speszona jego władzą i pozycją. Wywołało to wściekłość i ciekawość imperatora. Najpierw w okrutny sposób stara się uczynić ją sobie uległą, poniżeniem, przemocą i bólem złamać jej opór. Nie zdaje sobie jednak sprawy, że Narda czerpie z tych boleści niezwykłą rozkosz.
Narda zakochuje się w innej „kobiecie niewolnej”, egzotycznej piękności Zoe, byłej nałożnicy sułtana Sulejmana – zdobyczy cara w wojnie przeciwko Turkom. Ta mulatka o lesbijskich skłonnościach szykuje spisek, opłacona przez bojarów uciskanych przez szlachtę. W tym celu nakłania Nardę, aby wbrew swym masochistycznym skłonnościom uległa Piotrowi i z ochotą spełniała wszystkie jego zachcianki. Znudzony innymi nałożnicami car zauroczony jest Nardą tak bardzo, że wpada na perwersyjny pomysł aby zamienili się rolami pan-sługa na jedną noc. Niewolnica zgadza się i prosi – za namową Zoe – aby uczynił ją carycą na jeden dzień.
Masoch opiera tę dziwną dominację nałożnicy nad swym suwerenem na fakcie historycznym. Na czas Saturnaliów i Bachanaliów wiele kultur faktycznie pozwalało na zmianę ról, na przykład z okazji uczt dożynkowych lub po wojennym zwycięstwie. Orgie i obżarstwo w czasie festynów nie zaspokajały stanów niskich. Częściowo by uniknąć buntów, częściowo dla perwersyjnej zabawy, panowie odwracali na krótko społeczne relacje i podczas święta usługiwali przy stole niewolnikom. Ci z kolei mogli ich łajać i obrażać, parodiując w ten sposób swych władców.
Belgijski rysownik Jacques Géron ukrywający się pod pseudonimem Salomon Grundig zaadaptował nowelę Masocha do formy comic strip. Géron eksponując w komiksie pornograficzny wątek Czarnej carycy, rysując sceny niekiedy nawet bardzo drastyczne, pokazuje przeciwieństwo miłości romantycznej, która ewoluując na przestrzeni wieków zaowocowała wolnością wyboru partnerów seksualnych przez kobietę w czasach współczesnych. Géron z jednej strony koncentruje się – tak jak Masoch – na sprzeczności między potrzebą dominacji i uległości. Z drugiej strony unaocznia motywami przemocy, że człowiek jest w gruncie rzeczy drapieżnym zwierzęciem bezwzględnie dążącym do zaspokajania instynktów.

## Zainteresowanie twórczością
Świat przeżywa obecnie renesans zainteresowania twórczością tego austriackiego pisarza, co jest szczególnie widoczne w USA, Francji i Austrii. Miasto Graz (gdzie Masoch studiował) – stolica Styrii i „Kulturhauptstadt Europas 2003” – zorganizowało w 2003 na cześć pisarza stosunkowo wysokobudżetowy (590 tys. €) festiwal „Fantom żądzy” (Phantom der Lust). Sympozja, odczyty, projekcje filmowe i wystawy odwiedziło w ramach festiwalu w ciągu czterech miesięcy ponad 50 tys. gości, co europejska prasa, w tym „Frankfurter Allgemeine”, „Frankfurter Rundschau”, „Süddeutsche Zeitung”, „L’Espresso” i „Le Monde” ogłosiła „fenomenalnym sukcesem”. Wydawnictwo Belleville z Monachium z okazji festiwalu wydało aż pięć publikacji o Sacher-Masochu, o łącznej objętości 2900 stron.
Do dzisiaj ukazało się jednak o wiele mniej poważnych opracowań naukowych badających fenomen masochizmu w kontekście studiów nad literaturą, kulturą i historią psychologii, w porównaniu z publikacjami na temat sadyzmu i surrealistycznego świata Markiza de Sada.
Fakt kojarzenia nazwiska Leopold Ritter von Sacher-Masoch z masochizmem szkodził twórczości pisarza, zniszczył jego zawodową i towarzyską karierę oraz był powodem frustracji i zgorzknienia aż do śmierci.
We Lwowie pisarza upamiętnia kawiarnia jego imienia o wystroju nawiązującym do masochizmu z figurą pisarza przed wejściem; początkowo promocji dorobku pisarza poświęcona także była Międzynarodowa Fundacja Masocha.

## Filmowe adaptacje
- Venus in Furs(inne języki) (1967) w reżyserii Josepha Marzana, kraj produkcji USA
- Wenus w futrze (1969) w reżyserii Massima Dallamana, kraj produkcji RFN, Włochy, Szwajcaria
- Venus in Bont (TV 1974) w reżyserii Johna Hartnetta, kraj produkcji Holandia
- Uwodzenie: Okrutna kobieta(inne języki) (1985) w reżyserii Elfi Mikesch, Moniki Treut, kraj produkcji RFN
- Wenus w futrze(inne języki) (1995) w reżyserii Victora Nieuwenhuijsa, Maartje Seyferth, kraj produkcji Holandia
- Wenus w futrze (2013) w reżyserii Romana Polańskiego